# Нова Покровка
Нова́ Покро́вка — село Суворовської селищної громади в Ізмаїльському районі Одеської області в Україні. Населення становить 879 осіб.

## Історія
Територією села проходить частина Нижнього Траянового валу.
12 червня 2020 року, відповідно до Розпорядження Кабінету Міністрів України від № 724-р «Про визначення адміністративних центрів та затвердження територій територіальних громад Одеської області», увійшло до складу Суворовської селищної територіальної громади.
19 липня 2020 року, в результаті адміністративно-територіальної реформи та ліквідації Кілійського району, село увійшло до складу Ізмаїльського району.

## Населення
Згідно з переписом 1989 року населення села становило 883 особи, з яких 420 чоловіків та 463 жінки.
За переписом населення 2001 року в селі мешкала 871 особа.

### Мова
Розподіл населення за рідною мовою за даними перепису 2001 року:
| Мова       | Відсоток |
| ---------- | -------- |
| румунська  | 76,56 %  |
| російська  | 19 %     |
| болгарська | 3,41 %   |
| гагаузька  | 0,23 %   |
| українська | 0,23 %   |